# Tavarede
Tavarede est une paroisse civile portugaise (en portugais : freguesia) de la municipalité de Figueira da Foz dans le district et la région de Coimbra.

## Géographie
Dominée par le massif de la Serra da Boa Viagem, Tavarede est située au nord du centre urbain de Figueira da Foz.
La paroisse comprend plusieurs villages et lieux-dits : Alto São João, Azenhas, Broeiras, Caceira, Carritos, Casal da Areia, Casal da Robala, Chã, Condados, Ferrugenta, Matiôa, Pijeiros, Quinta da Esperança, Quinta do Paço, Saltadouro, Senhor do Areeiro, Várzea, Vila Robim et Vergieira.

## Histoire
Tavarede apparaît pour la première fois en 1092, sous le nom de villa Tavaredi. Le toponyme Tavarede est lui-même attesté depuis le XIIe siècle.
En 1516, Manuel Ier accorde une charte à la ville.
La municipalité de Tavarede est supprimée en 1834 et intégrée à Figueira da Foz.
Dans le cadre de la réforme territoriale de 2012-2013, une fusion des paroisses de Tavarede et São Julião de Figueira da Foz est évoquée. Elle n'est finalement pas retenue car, bien que située dans le prolongement du tissu urbain de Figueira da Foz, la paroisse de Tavarede conserve certains aspects ruraux.

## Démographie
Lors du recensement de 2021, Tavarede compte 10 051 habitants. C'est alors la deuxième paroisse la plus peuplée de la municipalité de Figueira da Foz, derrière Buarcos e São Julião (18 386 habitants).